# Jens Pedersen Hind
Jens Pedersen Hind d.æ. var en dansk embedsmand som i 1649 slog sig ned i Norge som sorenskriver i Nordnorge. Han kom fra Odense på Fyn i Danmark. Han giftede sig i ca. 1649 med Kirsten Nyrop.
Han har en stor efterslægt i Norge, specielt i Troms og Hordaland.
Det var også en Knud Pedersen Hind, som var rådmand i Kerteminde i 1700-tallet. Han er den verdenskendte forfatter Henrik Ibsens tip-tipoldefar.
Det eventuelle slægtskab mellem Jens og Knud er imidlertid ikke kortlagt. 